# Bramcote, Warwickshire
Bramcote är en by i Warwickshire i England. Byn är belägen 26 km 
från Warwick. Orten har 809 invånare (2015). Byn nämndes i Domedagsboken (Domesday Book) år 1086, och kallades då Brancote.